# Ochodaeus montanus
Ochodaeus montanus là một loài bọ cánh cứng trong họ Ochodaeidae. Loài này được Fuente miêu tả khoa học đầu tiên năm 1912.